# Schleithal

Schleithal este o comună în departamentul Bas-Rhin, Franța. În 1 ianuarie 2022 avea o populație de 1.387 de locuitori.

## Galerie de imagini

Schleithal
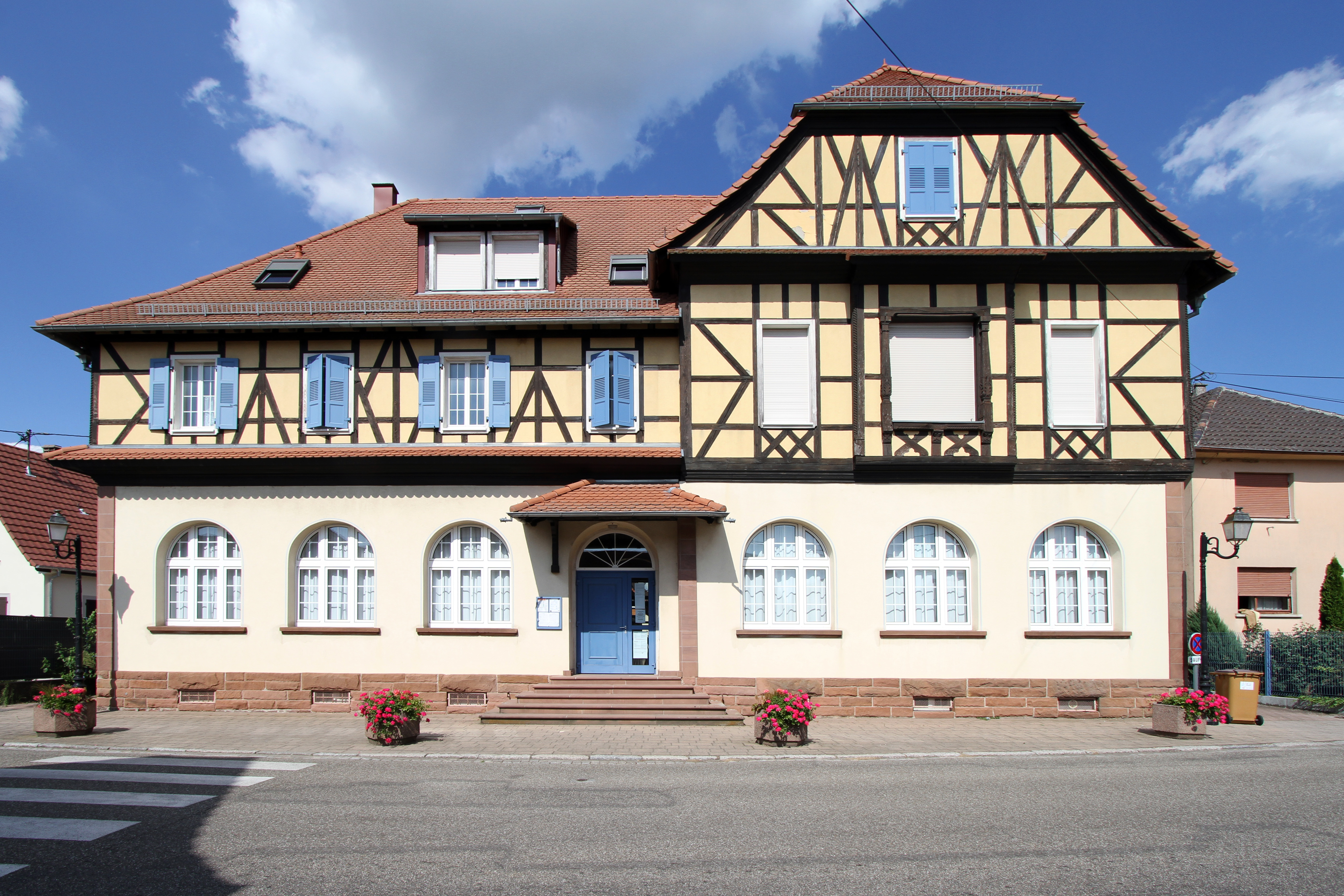
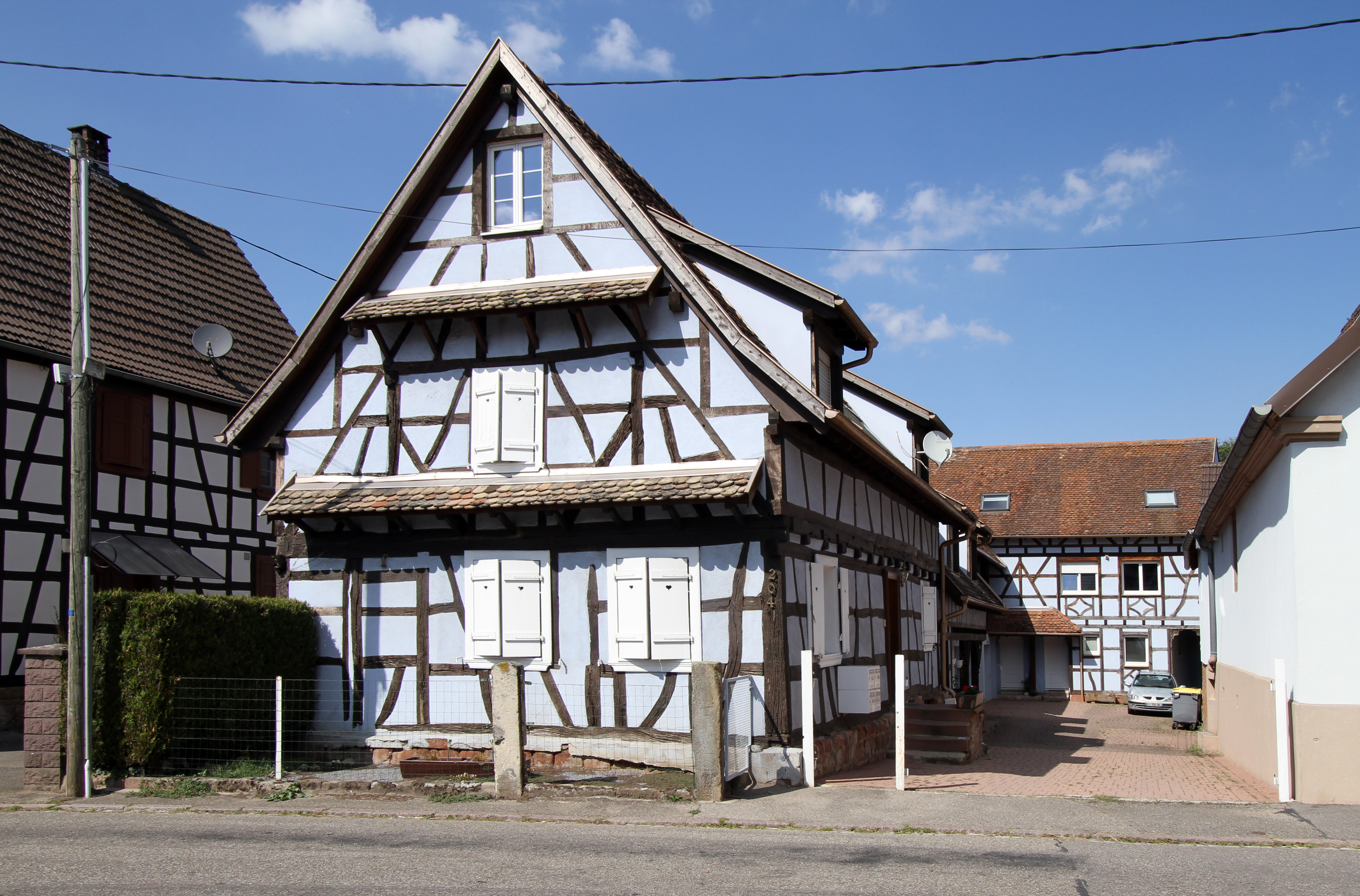
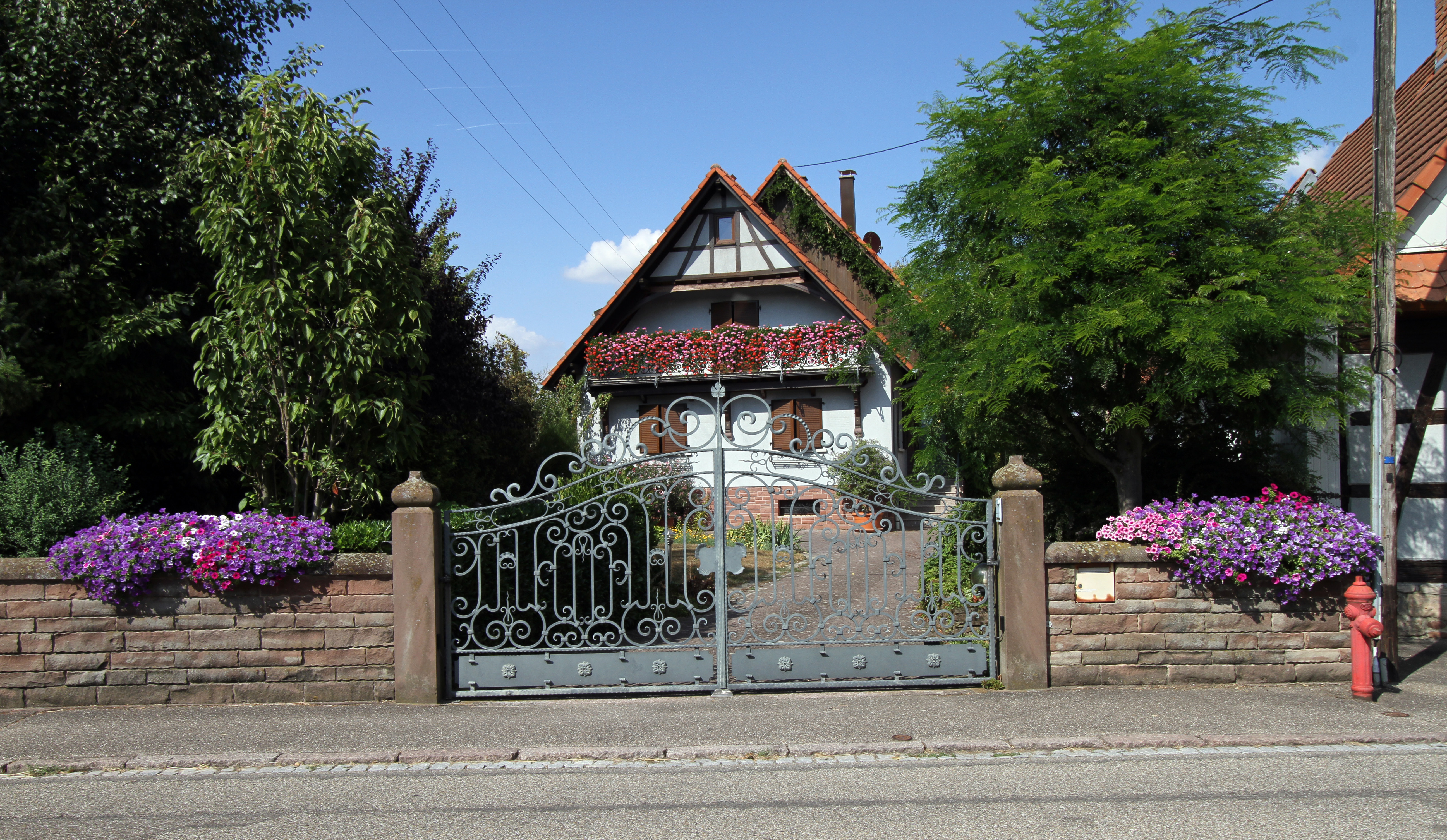
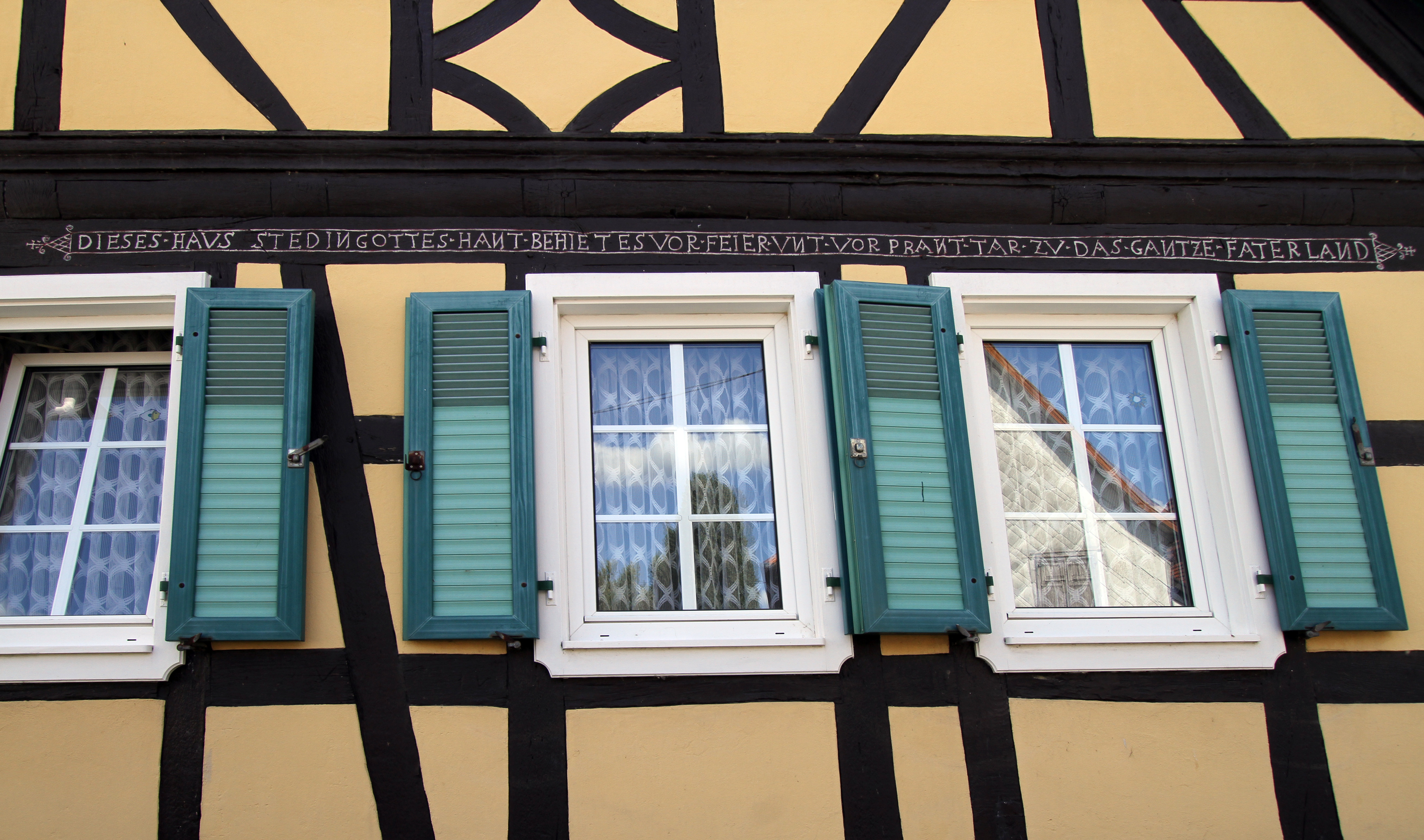
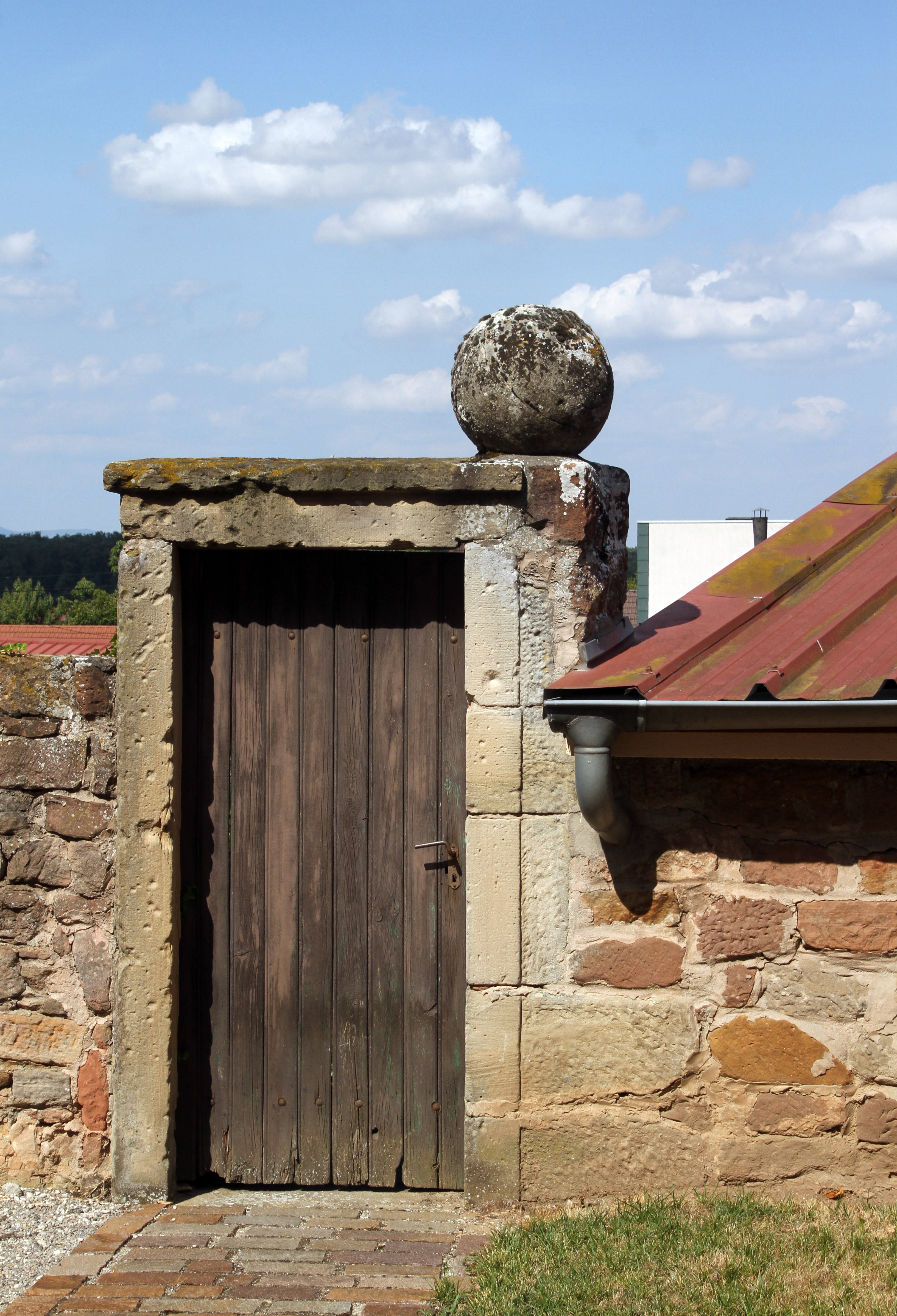
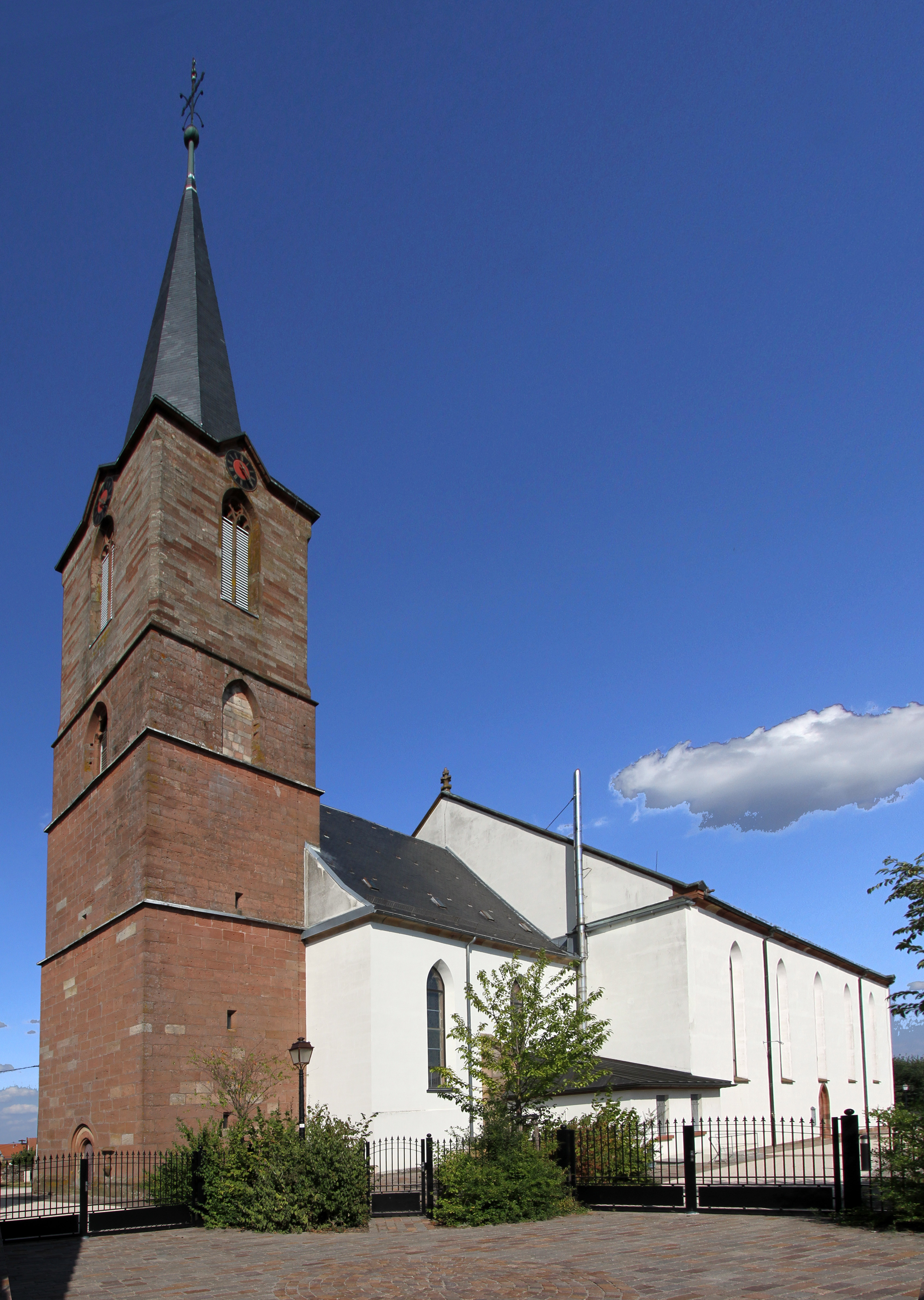
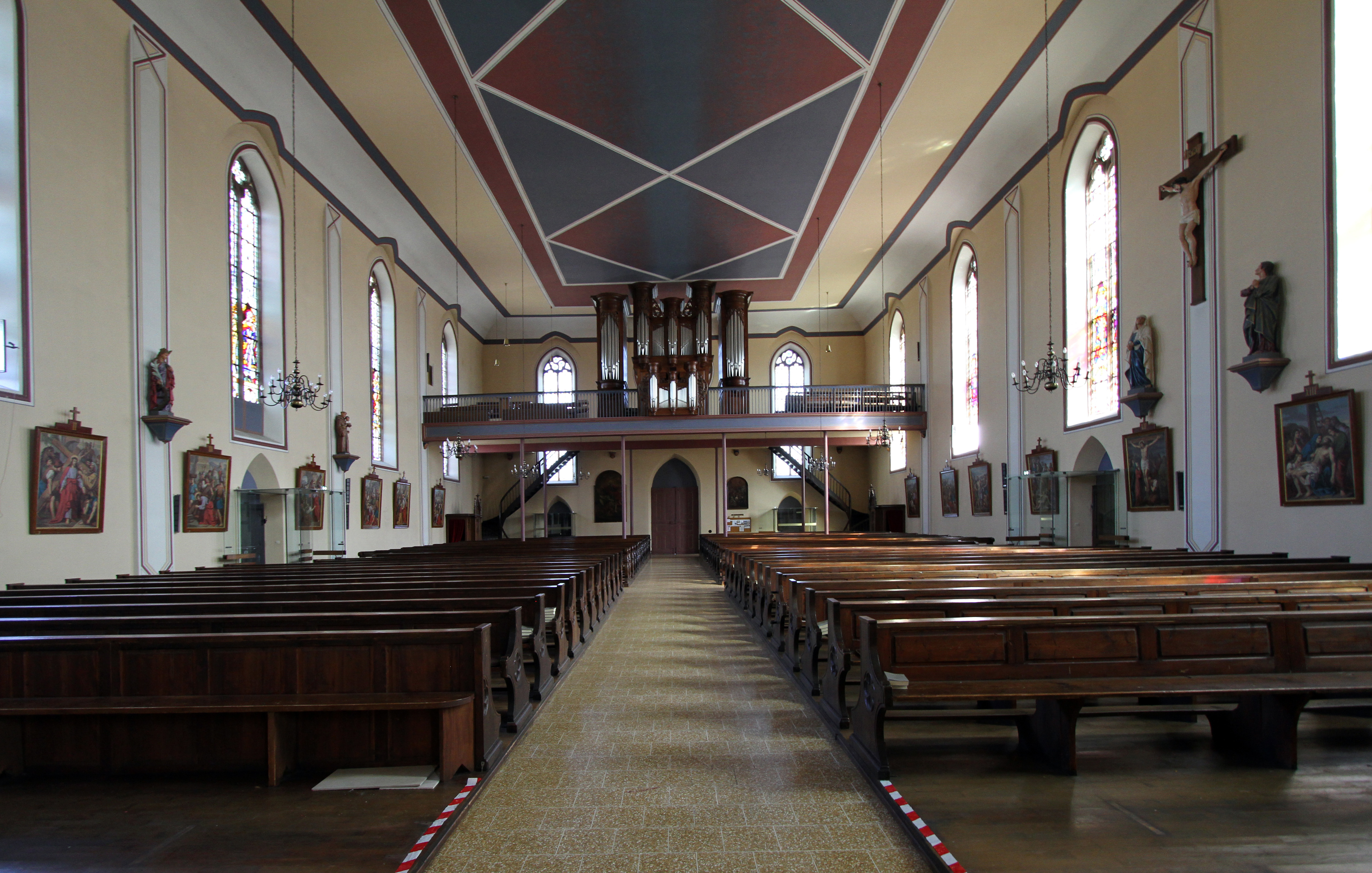
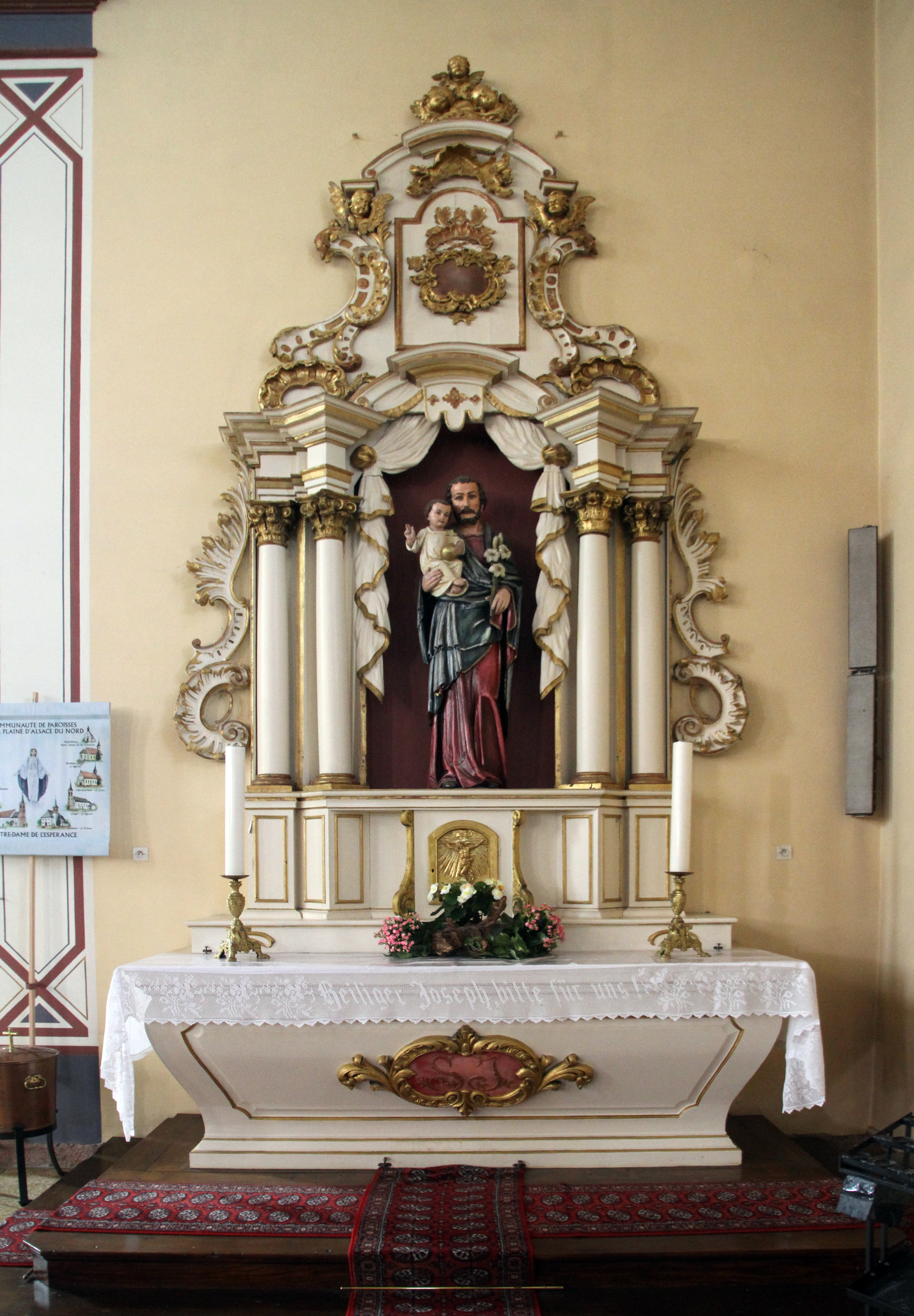